# Barbacenia coronata
Barbacenia coronata là một loài thực vật có hoa trong họ Velloziaceae. Loài này được Ravenna miêu tả khoa học đầu tiên năm 1976.